# Losgrößentransformation
Als Losgrößentransformation (englisch lot size transformation) wird auf dem Finanzmarkt die Umwandlung unterschiedlich hoher Geldbeträge in die vom Nachfrager gewünschten Geldbeträge genannt.

## Allgemeines
Das Wort Losgrößentransformation beinhaltet mit der Losgröße einen Begriff aus der Industriebetriebslehre, worunter eine bestimmte Herstellungsmenge verstanden wird. Um bestimmte „Herstellungsmengen“ geht es auch bei der Losgrößentransformation von Finanzintermediären. Hier ist die Losgrößentransformation (auch Ballungsfunktion genannt) eine von drei volkswirtschaftlichen Funktionen. Daneben erfüllen Kreditinstitute noch die Fristen- und die Risikotransformation. Die Aufgabe der Institute besteht bei der Losgrößentransformation darin, eine nachfragebedingte Umwandlung vieler Kleinbeträge in wenige Großbeträge vorzunehmen.

## Arten
Da Kapitalnachfrager und Kapitalanbieter in der Regel nicht die gleichen Kapitalbeträge handeln, ist es die Aufgabe der Finanzintermediäre, für eine Kongruenz der Beträge zu sorgen. Dabei gibt es zwei Möglichkeiten einer Losgrößentransformation:
- Große Kredite werden durch eine Vielzahl kleinerer Geldanlagen refinanziert und/oder
- eine Vielzahl kleinerer Kredite wird durch eine oder wenige große Geldanlagen refinanziert.

Der im Bankwesen typische Fall ist die Bündelung mehrerer kleiner Geldanlagen in große Kredite. In beiden Fällen sorgt die Losgrößentransformation für eine Harmonisierung betraglicher Inkongruenzen.

## Bankbetriebliche Auswirkungen
Die Losgrößentransformation wird – wie die Fristentransformation – durch die Bodensatztheorie ermöglicht. Durch Prolongationen belassen die Einleger ihre Gelder faktisch länger bei den Banken als rechtlich vereinbart, durch Substitutionen werden abgehobene Gelder durch neue Geldanlagen ersetzt; diese Bodensatztheorie gilt allerdings nur auf störungsfreien Märkten. Die Kapitalsammelfunktion besteht insbesondere in der Akkumulation vieler Kleinstbeträge von Spareinlagen und nicht abgerufener Bodensätze auf Girokonten.
Die in der Losgrößentransformation zum Ausdruck kommende Größendifferenz unterschiedlich hoher Geldbeträge ist empirisch gut belegt. Aber auch die Diversifikation von Gläubigerrisiken kann ein Motiv für Kleinanlagen sein. Losgrößentransformation kann als Reflex auf Entscheidungsprobleme der Gläubiger gesehen werden. Durch eine große Zahl von Bankkunden führt bei Banken die Losgrößentransformation zu Skalen- und Erfahrungskurveneffekten.
Je mehr Refinanzierungsvolumen gebündelt werden kann, desto größer sind die Wertsteigerungsmöglichkeiten eines Instituts. Allerdings steigen auch die Kreditrisiken, wenn eine Bank durch Bündelung vieler kleiner Geldanlagen imstande ist, einen Großkredit an einen einzelnen Kreditnehmer zu gewähren. Großkredite bedeuten ein besonderes Risiko, weshalb sie nach § 13 ff. KWG einer qualifizierten Beschlussfassung und Meldepflicht unterliegen.

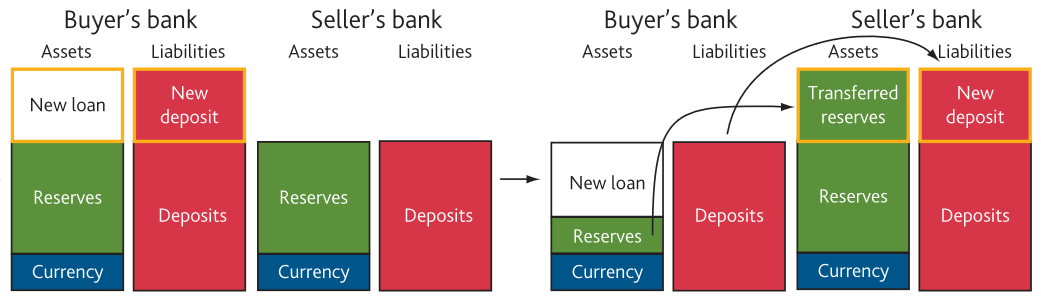
Zentralbankguthaben-(Reserven-)Verlust bei Kreditgewährung und Liquiditätsabfluss (oder Refinanzierungskreditaufnahme).

Das Prinzip der Losgrößentransformation geht bei Betrachtung eines einzelnen Kreditinstitutes davon aus, dass es zu einer Refinanzierung gewährter Kredite durch entsprechend vorhandene Kapitalanlagen kommt, da im Normalfall Zentralbankgeld (Reserven) an andere Geschäftsbanken abfließen. Eine Ausnahme stellt der Modellfall Kreditgewährung im Gleichschritt dar, davon kann aber ein einzelnes Institut nicht ausgehen.

## Außerhalb des Bankensektors
Versicherungen sammeln viele kleine Versicherungsprämien, um hiermit wenige größere Versicherungsschäden zu begleichen oder größere Geldanlagen zu tätigen. Ähnliche Transformationen gehören zur Aufgabe anderer Kapitalsammelstellen. Losgrößentransformation gibt es nicht nur bei Finanzintermediären, sondern in vielen Bereichen direkter Finanzierung; so etwa bei Aktiengesellschaften, die den hohen Emissionsbetrag ihrer Aktien von einer Vielzahl kleiner Aktionäre sammeln.